# ملحون خاتون
رابعه بالا ملحون خاتون (ترکی استانبولی: Malhun Hatun؛ قرن ۱۳ – ژانویه ۱۳۲۴) همسر عثمان یکم مؤسس امپراتوری عثمانی و مادر اورخان یکم جانشین عثمان یکم بود.

## نام‌ها
دختر ادبعلی در منابع به نام‌های مختلفی خوانده شده‌است. دختر شیخ ادبالی در تاریخ اوریک با نام «رابعه» و در کتاب آشیق پاشازاده، نشری، رستم پاشا و لطفی پاشا به نام «مال/ملحون» نامیده شده‌است.

## شیخ ادبالی
ادبعلی مرشد عثمان شد و شمشیر گازی را به او داد. عثمان در درگاه ادبعلی، خواب دولت را دید. این رؤیا، به این ترتیب منجر به تأسیس یک دولت شد. پس از این، دختر ادبعلی با عثمان اول ازدواج کرد. در نتیجه این ازدواج، همه شیوخ احیان تحت کنترل عثمانی قرار گرفتند. این امر تأثیر زیادی بر تأسیس و توسعه بیلیک عثمانی داشت. از سوابق دولت مرکزی در مورد اموالی که او در زمان ازدواج دریافت کرده‌است. روستای کوزاغاچ در ناحیه بیلجیک که آسایشگاه دراویش پدرش در آن قرار داشت. پدرش شیخ ادبالی از رهبران مذهبی با نفوذ در سرزمین‌های عثمانی بود. آنها حدود هشت فرزند از جمله علاءالدین پاشا و اورهان قاضی داشتند.

## مرگ و دفن
وی در سال ۱۳۲۴ درگذشت. اگرچه او پیش از شوهرش عثمان بود، اما با پدرش در بیلجیک به خاک سپرده شد. مقبره رابعه بالا ملحون هاتون همراه با آرامگاه مادرش، یک بنای تاریخی معروف است که در مجموعه آرامگاه شیخ ادبعلی یافت شده‌است. این مجموعه توسط اورهان غازی ساخته شد و بعدها توسط عبدالحمید دوم بازسازی شد.